# Jaculella
Jaculella, en ocasiones erróneamente denominado Arjaculum, es un género de foraminífero bentónico de la subfamilia Jaculellinae, de la familia Hippocrepinidae, de la superfamilia Hippocrepinoidea, del suborden Hippocrepinina y del orden Astrorhizida. Su especie tipo es Jaculella acuta. Su rango cronoestratigráfico abarca el Holoceno.

## Discusión
Clasificaciones incluían Jaculella en la subfamilia Hippocrepininae, así como en el suborden Textulariina del orden Textulariida

## Clasificación
Jaculella incluye a las siguientes especies:
- Jaculella acuta
- Jaculella belorussica
- Jaculella dentaliniformis
- Jaculella obtusa
- Jaculella vulgaris

Otras especies consideradas en Jaculella son:
- Jaculella albida, de posición genérica incierta
- Jaculella jakutica, de posición genérica incierta